# Interatheriidae
Los interatéridos (Interatheriidae) son una familia extinta del suborden Typotheria, del orden, también extinto de ungulados sudamericanos Notoungulata perteneciente a los Meridiungulata. Vivieron desde el Paleoceno superior hasta el Mioceno superior.

## Generalidades

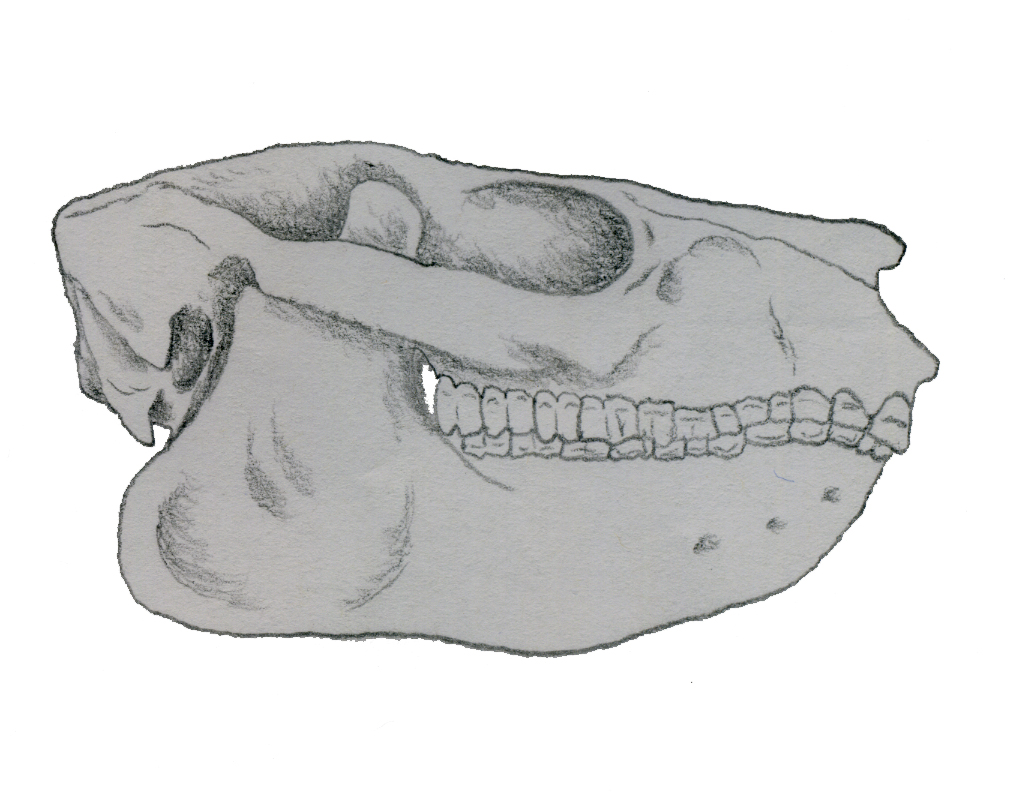
Cráneo del Notopithecus adapinus, un interatérido.

Dentro del orden Notoungulata, los interatéridos fueron animales de pequeño tamaño de entre 1 y 9  kg de masa corporal, similar a las liebres actuales. Eran animales ramoneadores, es decir que se alimentaban de las hojas bajas de la vegetación, que ocuparon el hábitat de animales actuales como las liebres, las marmotas o  las vizcachas. Tenían dentición completa, con los dientes apretados entre sí (sin espacios). Los más antiguos, los Notopithecinae, poseían molares de coronas bajas, mientras que los últimos géneros llegaron a poseer coronas de crecimiento continuo (euhipsodoncia). Entre sus características, el hueso maxilar contribuía a la formación del arco zigomático, desplazando al hueso yugal hacia detrás de la zona de la órbita.
Fueron un grupo longevo, con representantes fósiles desde fines del Paleoceno hasta fines del Mioceno.
La familia Interatheriidae es uno de los grupos de mamíferos mejor representados en la fauna de la Formación Santa Cruz. En particular el género Protypotherium, el cual consta de tres especies características de esta formación: Protypotherium australe , Protypotherium praerutilum  y Protypotherium attenuatum. 
Otro género bien conocido es Interatherium, del cual el resto fósil más abundante pertenece a Interatherium robustum.
Siendo especialmente abundantes los restos asignados al género Protypotherium Ameghino, 1887. Cuarenta y siete especímenes, incluyendo material craneano, mandibular y dental, fueron recolectados de 12 niveles estratigráficos, situados dentro de los 120 m inferiores de la Formación Santa Cruz en la zona de la costa atlántica, entre los ríos Coyle y Gallegos, en Estancia La Costa, Cañadón Silva, Corriguen Aike (Puesto de la Ea. La Costa) y Monte Tigre (Estancia Angelina). Sobre la base de este material se realizó el estudio de Protypotherium australe, P. praerutilum y P. attenuatum. Estas especies se diagnosticaron sobre la base de la talla, el ancho del primer incisivo superior, el ángulo de implantación de los incisivos inferiores, el desarrollo de los premolares, la longitud del paladar y el desarrollo de la fosa masetérica. 
La implantación de los incisivos superiores, la forma de la sínfisis mandibular, la disposición de los incisivos inferiores y la longitud del paladar sugiere que Protypotherium australe pudo haber estado más especializado para un hábito pastador que P. praerutilum o P. attenuatum.

## Galería de imágenes

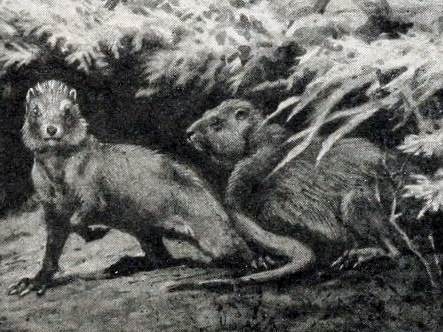
Ilustración artística de Interatherium robustum
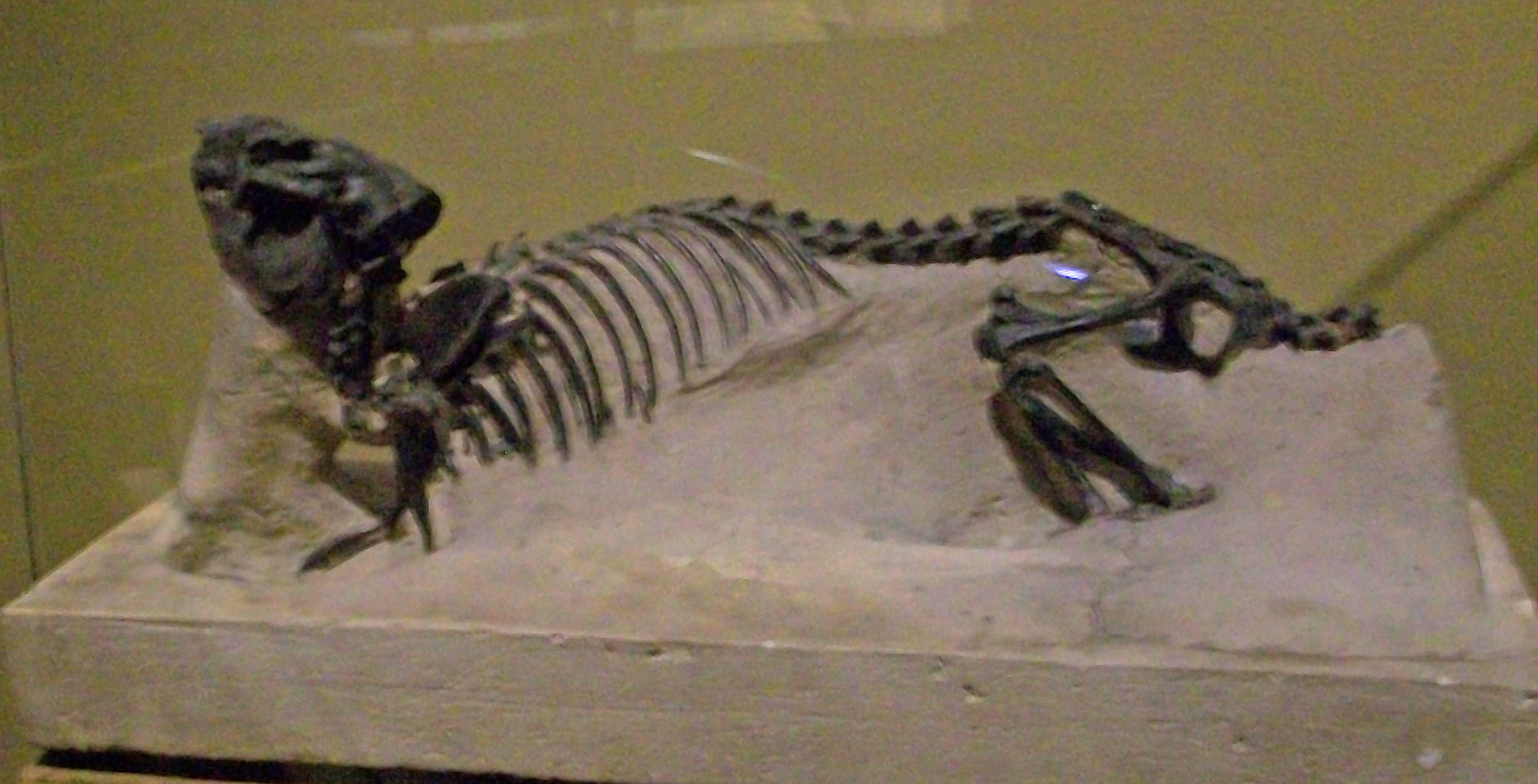
Esqueleto de Interatherium excavatus
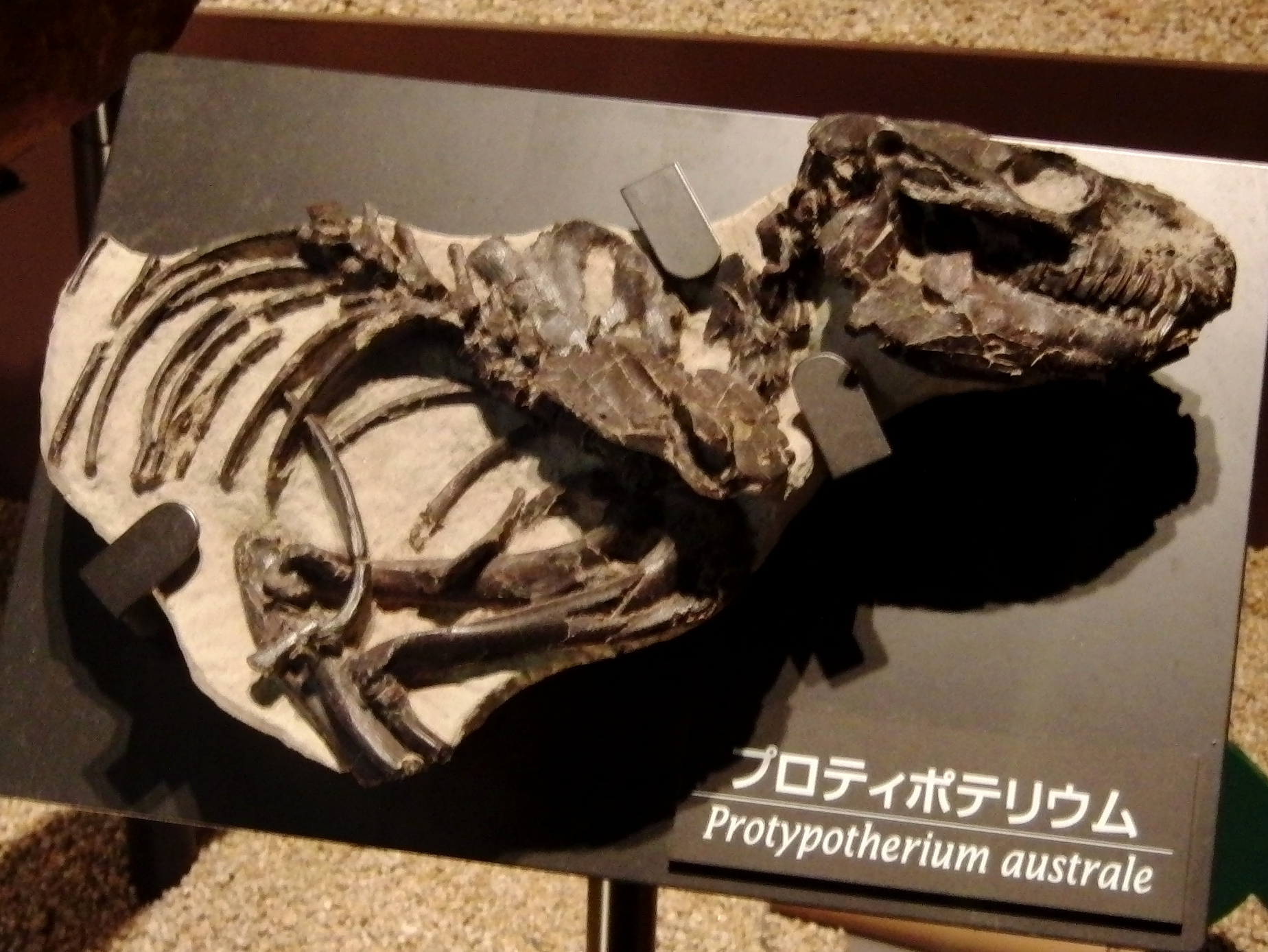
Esqueleto de Protypotherium australe
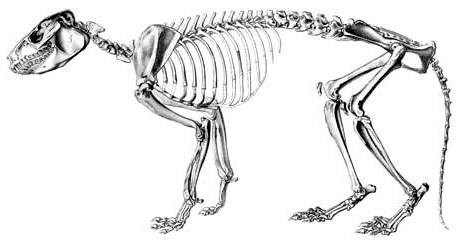
Protypotherium, ilustrado en Sinclair (1906)
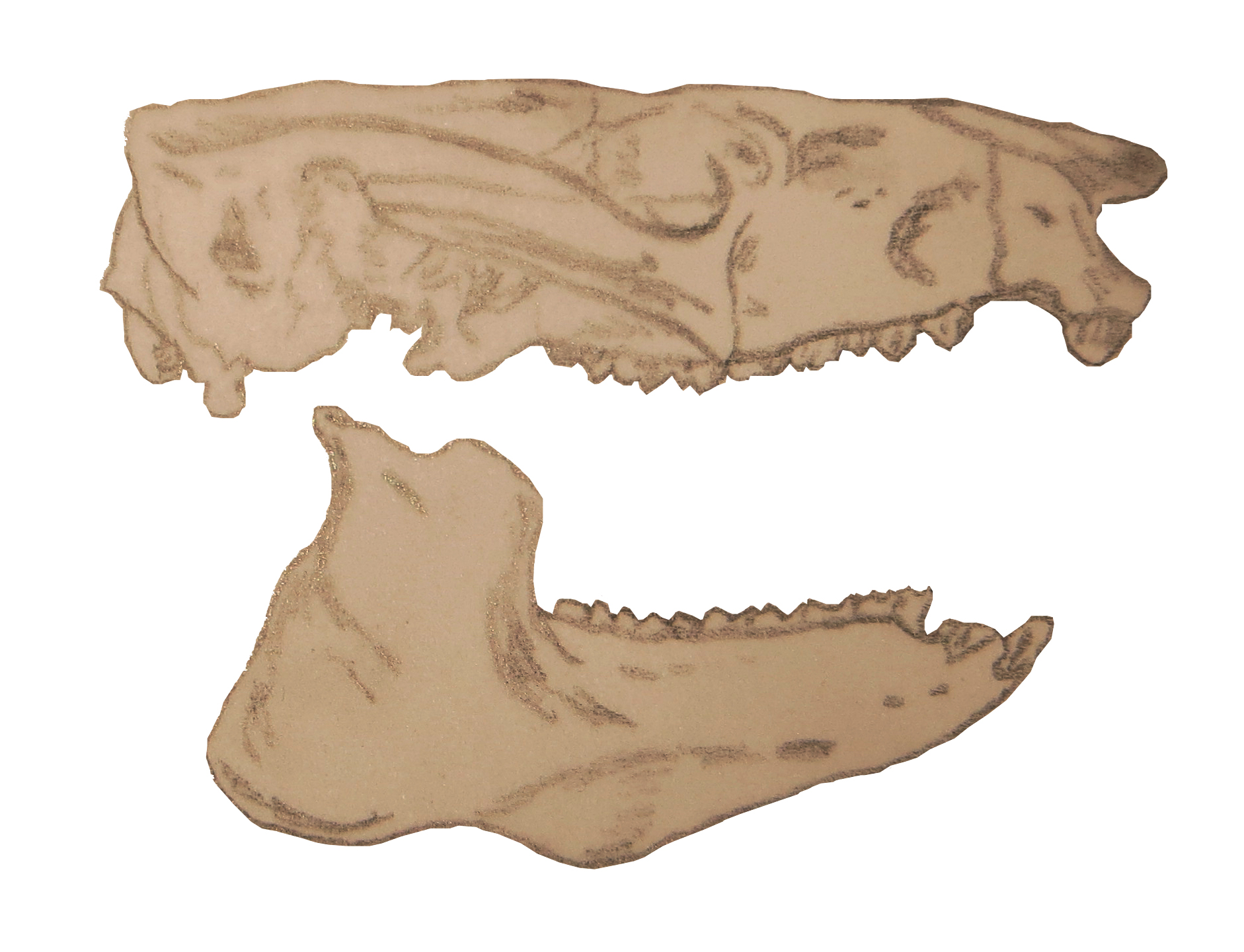
Ilustración del cráneo de Cochilius volvens
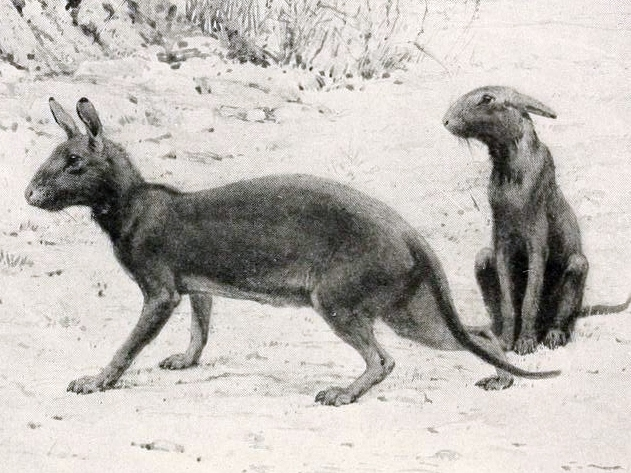
Ilustración artística de Protypotherium australe